# Paul Strauß (Politiker)

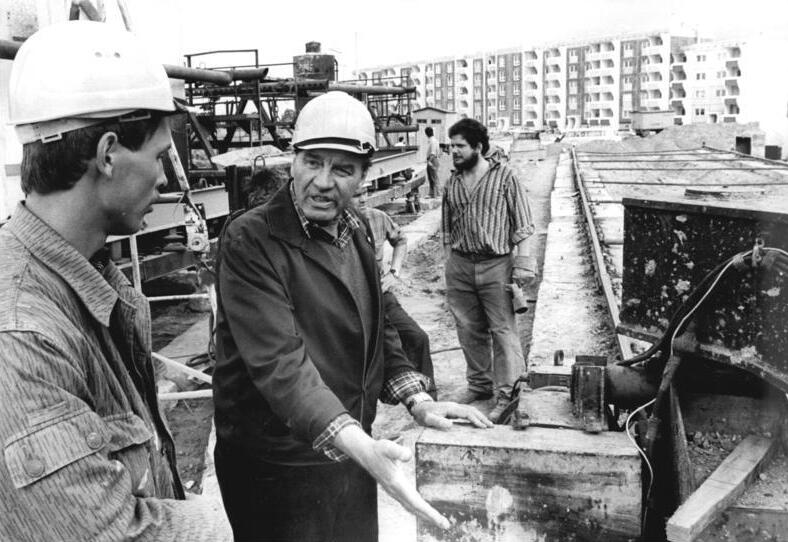
Paul Strauß (1984)

Paul Strauß (* 27. April 1923 in Vipernitz; † 12. September 1995) war ein deutscher Politiker und Mitglied des Staatsrates der DDR.

## Leben
Paul Strauß wuchs als Kind einer Arbeiterfamilie auf und besuchte die Volksschule. Von 1937 bis 1939 absolvierte er eine Lehre als Zimmermann und trat 1941 der Hitlerjugend bei. Von 1941 bis 1945 nahm er in der Kriegsmarine am Zweiten Weltkrieg teil. Anschließend war er bis 1947 in britische Kriegsgefangenschaft im Lager IJmuiden (Niederlande). Nach seiner Rückkehr war er ab 1953 Brigadier und Meister im VEB Wohnungsbaukombinat Rostock. 1955 war Strauß Initiator der ersten Komplexbrigade und 1959 maßgeblich beteiligt bei der Einführung des Objektlohns im Bauwesen. Nach einem Studium ab 1959 an der Ingenieurhochschule Wismar war er von 1962 bis 1989 Bauleiter im VEB Wohnungsbaukombinat Rostock.
Strauß war verheiratet und hatte drei Kinder.

### Gewerkschaft
1948 trat er in den FDGB und 1954 in die SED ein. Von 1953 bis 1955 war Strauß Mitglied des Bezirksvorstandes der IG Bau / Holz in Rostock. Von 1956 bis 1960 war er Mitglied des Zentralvorstandes der IG Bau/Holz. Von 1959 bis 1972 war er Mitglied des Bundesvorstandes des  FDGB und bis 1968 Mitglied seines Präsidiums.

### Partei
Von 1958 bis 1964 war Strauß Mitglied der SED-Bezirksleitung Rostock und von 1963 bis 1967 Kandidat, seit 1967 Mitglied des ZK der SED. 

### Abgeordneter und Staatsrat
Von 1954 bis 1958 war er Abgeordneter des Bezirkstages Rostock. Von 1963 bis März 1990 war er Abgeordneter der Volkskammer und von November 1963 bis Januar 1990 Mitglied des Staatsrates der DDR.

### Auszeichnungen
Strauß erhielt zweimal die Auszeichnung Held der Arbeit und 1983 den Vaterländischen Verdienstorden in Gold sowie 1988 die Ehrenspange zum Vaterländischen Verdienstorden in Gold.